# Groote Koninklijke Bazar

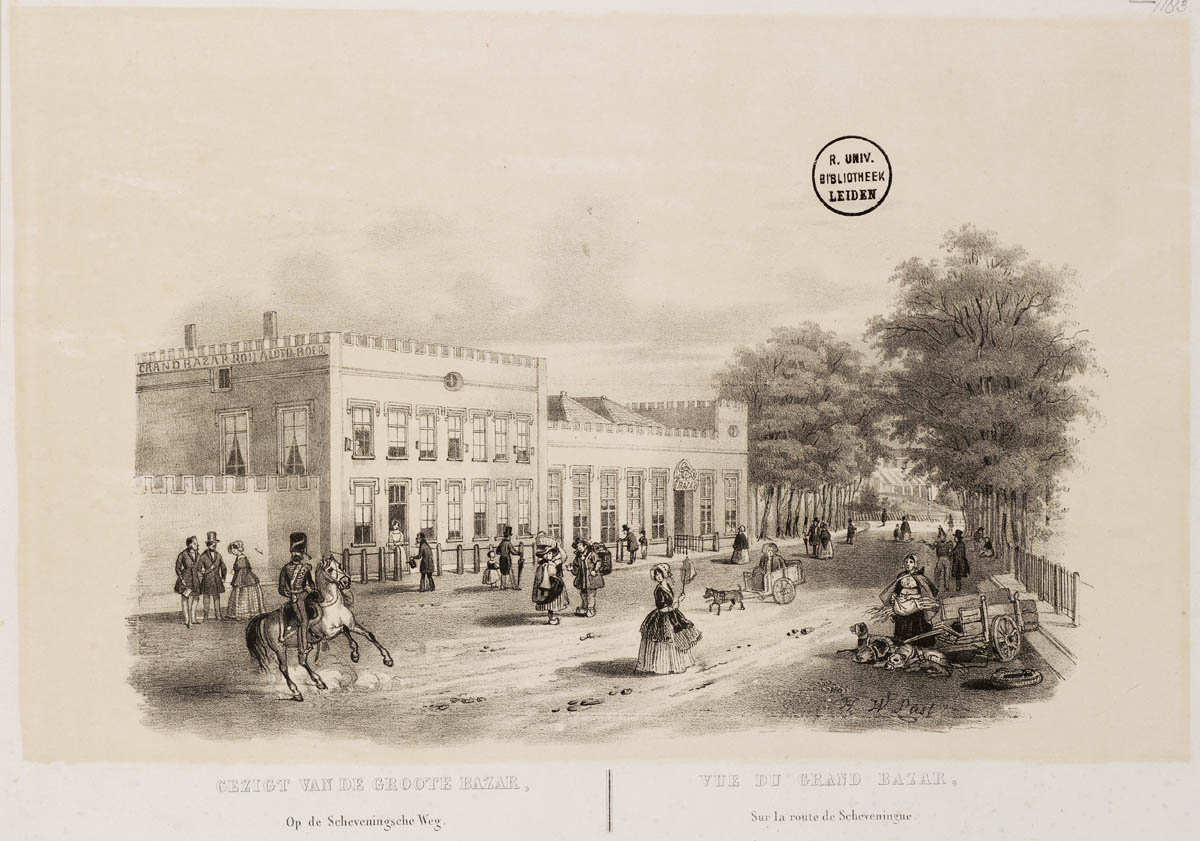
De Groote Bazar ca. 1850

De Groote Koninklijke Bazar  (Le Bazar Royal) was een van de eerste warenhuizen in Nederland. Hij bestond van 1843 tot 1927.
Eigenaar Dirk Boer had aanvankelijk een winkel "Het Japans Magazijn" op het Plein in Den Haag, vlak bij het Binnenhof. Koning Willem II, die de troon in 1840 besteeg en Den Haag wilde uitbreiden, had het Willemspark al voor 1840 laten aanleggen.
De koning had Dirk Boer op de kermis op het Buitenhof ontmoet en bood hem in 1843 aan zijn winkel te verhuizen naar een veel groter pand aan de Zeestraat 82. De bazaar werd op 5 juni 1843 geopend en kreeg meteen het predicaat Koninklijk. Er werden veel Oosterse artikelen verkocht, vazen, Imari-porselein en tapijten, maar geen etenswaren. De zaak paste in een trend in de grote steden van Europa en Amerika van luxe warenhuizen met een aanbod van oosterse goederen, die in die tijd zeer in trek waren. Koning Willem II was er een graaggeziene klant, alsook later de koninginnen Emma en Wilhelmina. De vlakbij wonende Hendrik Willem Mesdag kocht er veel; een paar grote vazen zijn nog in het museum van Panorama Mesdag te zien.
De bazaar was gevestigd in een imposant huis. De gevel werd ondersteund door kariatiden, die kopieën waren van de beelden van het Ambachtsmuseum in Parijs. Er werd niet alleen koopwaar aangeboden; er werden ook tentoonstellingen gehouden. Achter de bazaar was een grote tuin met een prieeltje. In 1846 werd er een Turkse tuin van gemaakt.
Willem II had rondom het Willemspark een hek laten plaatsen, zodat Anna Paulowna er rustig kon wandelen. Er werden veel bomen en rhododendrons geplant en enkele prieeltjes gebouwd, en bij de Zeestraat waren gietijzeren plantenkassen. Na het overlijden van de koning kocht Dirk Boer het stuk grond met de kassen, zodat hij zijn eigen tuin kon uitbreiden. Hij had inmiddels achter de bazaar niet alleen een binnentuin met vijver en enkele beelden, maar ook een wintertuin met exotische planten, een wandelhof met serres en een Turkse tuin met exotische beelden.
In 1879 werd de gevel vernieuwd. In 1927 werd de bazaar gesloten. In 1929  werd er het Postmuseum gevestigd, later Beeld en Geluid Den Haag
. Binnen werd het pand totaal vernieuwd, maar de gevel is wel nog intact.